# Papa Constantino
O Papa Constantino foi eleito o 88º Papa em 25 de março de 708. Morreu em 9 de abril de 715.
A primeira parte do seu pontificado foi marcada por uma fome cruel em Roma. A segunda por uma extraordinária abundância.
Era sírio e falava fluentemente o Grego. Fez uma viagem ao Oriente, onde ordenou 12 bispos. Foi bem recebido pelos membros do governo e saudado por um grande número de cristãos em todos os lugares em que se encontrava. Visitou 62 comunidades cristãs. Conseguiu impor uma certa paz entre a Igreja e o imperador.